# 虎饒県
虎饒県（こじょう-けん）は中華人民共和国黒竜江省にかつて存在した県。

## 歴史
1960年1月7日、虎林県と饒河県が合併し虎饒県が設置され、牡丹江専区の管轄とされた。1963年2月1日、虎饒県は合江専区に移管され5区、14公社、32農場を管轄した。
1964年10月10日、虎饒県の廃止が決定され、虎林県及び饒河県に分割された。